# Hochstadelhaus
Das Hochstadelhaus ist eine Schutzhütte der Sektion Oberdrauburg des Österreichischen Touristenklubs. Das Schutzhaus liegt auf einer Höhe von 1780 m ü. A. in den Lienzer Dolomiten am Osthang des Hochstadels.

## Geschichte
Das Hochstadelhaus wurde im Jahr 1888 auf einem von Fürst Porcia unentgeltlich zur Verfügung gestellten Grundstück erbaut. Bei Vermessungen wurde festgestellt, dass das Haus nicht auf dem geschenkten Grundstück, sondern auf dem einer Almgemeinschaft errichtet worden war. Die erforderlichen 363 Quadratmeter wurden 1904 erworben. In der Folgezeit erfolgten mehrere Umbauten, auch eine Solar- und eine Photovoltaikanlage zur Versorgung mit Strom und Warmwasser wurden eingebaut.

## Zustiege
Der wichtigste Zustieg erfolgt vom Parkplatz bei Unterpirkach bei Oberdrauburg über den Wanderweg 213. Für die 1133 Höhenmeter werden rund 3 Stunden benötigt. Der Aufstieg über den Zabratsteig von der Bahnstation Nikolsdorf erfordert Trittsicherheit und gute Kondition und dauert 3 ½ Stunden.

## Gipfel
- Hochstadel, 2681 m, 4:15 h[4]
- Wiesenspitze, 2072 m, 2 h[5]

## Übergänge, Touren
- Der Große Törl-Weg, die West-Ost-Durchquerung der Lienzer Dolomiten, führt in 4 bis 5 Tagen über 7 Törln, 4 Gipfel und 3 Hütten. Insgesamt sind 34 Kilometer und 3500 Höhenmeter in 20 Stunden Gehzeit zu bewältigen.[6]
- Zabrat Leitersteig[1]
- Hochstadel Süd-West Grat[1]
- Hochstadel Nordwand und Pfeiler[1]
- Pirknerklamm-Klettersteig[1]